# شاين هيغاشي
شاين هيغاشي هو لاعب كاراتيه كندي، ولد في 14 أكتوبر 1940 في Chemainus ‏ في كندا.